# Coexister
Coexister is een Franse komische film uit 2017, geregisseerd en geschreven door Fabrice Eboué. De film ging in première op 25 augustus 2017 op het Festival du film francophone d'Angoulême.

## Verhaal
Nicolas Lejeune is een muziekproducent wiens carrière en gezinsleven in rep en roer zijn. Sophie Demanche die de enorme groep leidt waartoe haar kleine label behoort, daagt hem uit om in zes maanden tijd de Olympia te vullen met een nieuw project. Aan de voet van de muur gaan Nicolas en zijn assistente Sabrina een muziekgroep opzetten die oecumenisch zou moeten zijn, bestaande uit een pastoor, een rabbijn en een imam die zingen over diversiteit en samenleven. De leden van de groep zullen echter enkele moeilijkheden ondervinden om het eens te worden.

## Rolverdeling
| Acteur                 | Personage |
| ---------------------- | --------- |
| Ramzy Bedia            | Moncef    |
| Guillaume De Tonquédec | Benoît    |
| Jonathan Cohen         | Samuel    |
| Fabrice Eboué          | Nicolas   |
| Audrey Lamy            | Sabrina   |